# Oldies 20
Oldies 20는 SBS V-Radio에서 방송되는 골든 팝 전문 논스톱 BGM 라디오 프로그램이며, 생방송은 매일 오후 2시부터 오후 4시까지, 재방송은 매일 새벽 2시부터 새벽 4시까지이다.